# Asіpovіtjy rajon
Asіpovіtjy rajon (belarusiska: Асіповіцкі раён) är ett distrikt i Belarus. Det ligger i voblasten Mahiljoŭs voblast, i den centrala delen av landet, 100 kilometer sydost om huvudstaden Minsk. Huvudort är Asіpovіtjy.